# Chiara Pinasco
Chiara Melissa Pinasco Oquendo (Lima, 26 de enero de 1986) es una presentadora de televisión, empresaria y modelo peruana. Es más conocida, porque desde 2010, es conductora del programa dominical de tecnología TEC de América Televisión, junto a su hermano paterno Bruno Pinasco.

## Biografía

### Primeros años
Chiara es la hija del presentador de televisión Luis Ángel «Rulito» Pinasco y de la actriz Sonia Oquendo, siendo la última de 5 hermanos por parte de su padre y la tercera de su madre. 
Desde los 5 años hasta sus 14 años toca el violín hasta que descubre que le gusta la carrera de actuación.
La carrera de Pinasco comenzaría a inicios de los años 1990, apareciendo en Triki Trak —programa televisivo donde trabajaban sus padres en esa época— recurrentemente. 
Tiempo después, ya culminado sus estudios escolares, comienza a estudiar la carrera de ciencias de la comunicación en la Universidad de Lima para luego enfocarse en la actuación, iniciando por recibir clases con el actor Osvaldo Cattone y públicamente realiza su primera actuación en 2005 con ayuda de su padre.

### Carrera televisiva
En 2006, debuta en la televisión como parte del elenco principal de la serie de Flashback Producciones, Esta sociedad, interpretando a Soledad. En esta serie, comparte escena con actores de gran trayectoria como Gisela Ponce de León, Bruno Ascenzo, Carolina Cano, Jason Day, entre otros personajes del medio. Debido al éxito de Esta sociedad, se renueva para una nueva temporada en el 2008, en donde participa con el mismo rol. 
Posteriormente, en 2007, tiene una participación en la serie Mi problema con las mujeres como Alejandra. 
Además, desde 2009 empieza a colaborar con su hermano paterno Bruno Pinasco en el programa televisivo Cinescape como parte del equipo de voz en off y a la par, entrevistando a conocidas figuras de Hollywood y del cine peruano. 
Posteriormente, en 2010, vuelve a trabajar con Bruno en el programa dominical de tecnología TEC, siendo éste su debut como presentadora de televisión. En este rol, donde se mantiene hasta la actualidad, realiza coberturas a nivel nacional e internacional incluyendo a la Feria de Tecnología de Tokio y el Consumer Electronics Show.
Además, Chiara retoma su carrera actoral participando en la película Soltera codiciada interpretando a «la Novia» y en la serie Al fondo hay sitio como Lucrecia Moncada (de joven).

## Otras actividades
A lo paralelo con TEC, en 2014 lanza su propio programa web para YouTube que lleva su nombre, donde se enfoca especialmente en la tecnología y en los últimos avances en el rubro.
En 2019, forma su propio emprendimiento personal llamado «Kio Kio», enfocado en el mundo infantil.

## Vida personal
En 2016, Pinasco se casa con el empresario Carlos Sotomayor, con quien tiene 2 hijas.

## Filmografía

### Televisión

#### Series y telenovelas
| Año  | Título                      | Personaje                | Notas                    | Ref.   |
| ---- | --------------------------- | ------------------------ | ------------------------ | ------ |
| 1991 | Triki Trak                  | Ella misma               | Rol recurrente           |        |
| 1991 | Triki Trak                  | Varios roles             | Roles secundarios        |        |
| 2005 | Divorcia2                   |                          | Rol recurrente           |        |
| 2006 | Esta sociedad               | Soledad                  | Rol protagónico          |        |
| 2007 | Mi problema con las mujeres | Alejandra                | Rol principal            |        |
| 2008 | Esta sociedad 2             | Soledad                  | Rol protagónico          |        |
| 2016 | Al fondo hay sitio          | Lucrecia Moncada (Joven) | Rol de invitada especial | [ 12 ] |

#### Programas
| Año               | Título                      | Rol        | Notas                                  | Ref.   |
| ----------------- | --------------------------- | ---------- | -------------------------------------- | ------ |
| 2009–presente     | Cinescape                   | Ella misma | Voz en off y entrevistadora recurrente |        |
| 2010–presente     | TEC                         | Ella misma | Presentadora                           | [ 13 ] |
| 2011              | A las once empieza la noche | Ella misma | Invitada especial                      | [ 14 ] |
| 2012–presente     | Los Portales                | Ella misma | Presentadora                           |        |
| 2014–presente     | Chiara Pinasco              | Ella misma | Presentadora                           |        |
| 2014–presente     | Chiara Pinasco              | Ella misma | Programa web para YouTube              |        |
| 2015              | Américlub                   | Ella misma | Programa web de América Televisión     |        |
| 2016              | Américlub                   | Ella misma | Programa web de América Televisión     |        |
| Invitada especial | Américlub                   | Ella misma |                                        |        |
| 2017              | Wantan Night                | Ella misma | Invitada especial                      | [ 15 ] |
| 2018              | En boca de todos            | Ella misma | Invitada especial                      |        |
| 2019              | E! Online Latino            | Ella misma | Presentadora (Edición especial)        |        |
| 2019              | El reventonazo de la chola  | Ella misma | Invitada especial                      |        |

### Cine
| Año  | Título            | Personaje  | Notas                     | Ref.   |
| ---- | ----------------- | ---------- | ------------------------- | ------ |
| 2018 | Soltera codiciada | «La Novia» | Rol principal             | [ 16 ] |
| 2019 | Recontraloca      | María Paz  | Rol antagónico secundario | [ 17 ] |

### Spots publicitarios
- Movistar (2012)
- Comunicaciones Toulouse Lautrec (2016)

## Eventos
- The Master Class (2019)
- Ponle corazón (2020)

## Literatura

### Revistas
- ¡Hola! Perú - Making of

## Premios y nominaciones
| Año  | Premio                       | Categoría                        | Trabajo | Resultado | Ref.   |
| ---- | ---------------------------- | -------------------------------- | ------- | --------- | ------ |
| 2013 | Premios Luces de El Comercio | «Mejor conductora de televisión» | TEC     | Nominada  | [ 18 ] |